# 斎藤和明
斎藤 和明（さいとう かずあき、1935年3月31日 - 2008年6月21日）は、日本の英文学者、翻訳家。国際基督教大学名誉教授。

## 略歴
東京生まれ。国際基督教大学大学院教育学研究科修士課程修了。同大学助教授、準教授を経て、1980年、教授（英米文学・日本文化）。1996年、副学長。2000年、明星学苑理事長。
2008年6月21日、多臓器不全のため死去。

## 著書
- 『あーるす・ぽえーてぃか 英米詩の世界』 (開文社叢書)  1993.3
- 『人生の悩みにこの名セリフ シェイクスピアさん、あなたならどうします? 』（主婦の友社） 2002.12

### 共著
- 『クリスマス・クッキング 世界の食卓から』（斎藤和子、指宿弘子料理、日本基督教団出版局） 1997.11
- 『聖書を読むたのしみ』 （並木浩一、古屋安雄共著、光村教育図書、ICU選書） 1999.1

## 翻訳
- 『光源氏の世界』（アイヴァン・モリス、筑摩書房、筑摩叢書） 1969、新版 1982 ほか
- 『砂洲の謎』（アースキン・チルダーズ、筑摩書房、世界ロマン文庫） 1970、新版 1978
- 「大白鮫を追って - 青い真昼」（ピーター・マッシスン、筑摩書房『ノンフィクション全集 11』） 1973
- 『バーレスク』（ジョン・D・ジャンプ、研究社出版、文学批評ゼミナール） 1973
- 『死の谷をすぎて クワイ河収容所』（アーネスト・ゴードン、音羽書房） 1976 / 新地書房 1981 
  - 改題『クワイ河収容所』（ちくま学芸文庫） 1995
- 『高貴なる敗北 日本史の悲劇の英雄たち』（アイヴァン・モリス、中央公論社 1981.12） / 経営科学出版 上下 2023
- 『知能は測れるのか IQ討論』（H・J・アイゼンク, L・ケイミン、共訳、筑摩書房） 1985.5
- 『聖書の時代 ドラマティックな聖書世界へのヴィジュアル・ガイド』（ブルース・メッツガーほか編、河出書房新社） 1990.11
- 『源氏物語、〈あこがれ〉の輝き』（ノーマ・フィールド、井上英明, 和田聖美共訳、みすず書房） 2009.1